# Holubinka štíhlá
Holubinka štíhlá (Russula gracillima) je druh houby z čeledi holubinkovitých (Russulaceae). V Červeném seznamu hub České republiky je druh uveden jako druh s nedostatečně známým rozšířením.

## Znaky
Klobouk dorůstá 1–7 cm do šířky, nejprve klenutý se postupně rozevírá na ploše rozložený, přičemž ve středové části vzniká vmáčklina. Okraje jsou rýhované. Pokožka je růžová nebo s fialovým nádechem, lze ji do 1/3 poloměru klobouku sloupnout, ve středové části bývá olivově, šedivě či krémově bledý.
Lupeny jsou velmi křehké, ztlustlé, bílé, smetanové, někdy s načervenalým ostřím, u třeně jsou volné, na klobouku jsou středně hustě uspořádané. Výtrusný prach je smetanový.
Třeň je 3–7 cm dlouhý, křehký, válcovitý nebo kyjovitý, uvnitř dle stáří plný, houbovitý či komůrkatě dutý, bílý, lehce růžový až šedivý.
Dužnina je bílá, křehká, chuťově je slabě palčivá, voní slabě po ovoci.

## Užití
Nejedlá houba.

## Ekologie
Od července do října roste tato holubinka poměrně vzácně na vlhkých, kyselých substrátech, ze stromů roste pouze pod břízami.

## Rozšíření
Druh je rozšířen v oblastech mírného pásma severní polokoule.

## Možnost záměny
- Holubinka unylá (Russula versicolor)
- Holubinka parková (Russula excalbicans)[2]